# Calliphora mumfordi
Calliphora mumfordi är en tvåvingeart som beskrevs av Malloch 1932. Calliphora mumfordi ingår i släktet Calliphora och familjen spyflugor. Inga underarter finns listade i Catalogue of Life.